# Greatest Hits II (album Budki Suflera)
Greatest Hits II – kompilacyjny album zespołu Budka Suflera wydany przez New Abra we wrześniu 1999 roku z okazji 25-lecia zespołu.

## Lista utworów
1. „Twoje radio” – 5:08
2. „Martwe morze” – 4:28
3. „Sur le pont d'Avignon” – 4:54
4. „V bieg” – 4:57
5. „Jeden raz” – 4:15
6. „Ragtime” – 4:49
7. „Noc” – 5:18
8. „Nowa Wieża Babel” – 4:23
9. „Ona przyszła prosto z chmur” – 4:25
10. „Noc komety” – 4:36
11. „Giganci tańczą” – 5:10
12. „W niewielu słowach” – 4:53
13. „Takie tango” – 4:38
14. „Cisza jak ta” – 5:29